# Qualificazioni alla Coppa del Mondo di rugby 2019 - Americhe
Le qualificazioni americane alla Coppa del Mondo di rugby 2019 si tennero tra marzo 2016 e febbraio 2018 e riguardarono 20 squadre nazionali, 11 delle quali dal Nord America e Caraibi e 9 dal Sudamerica; organizzatori dei tornei furono rispettivamente il Rugby Americas North e la Sudamérica Rugby.
La squadra qualificata come America 1 provenne dalla vincente del confronto in gara doppia delle due squadre della zona nordamericana Canada e Stati Uniti; la perdente di tale spareggio dovette affrontare, sempre in gara doppia, la migliore squadra del Sudamericano 2017 esclusa l'Argentina.
La squadra uscita vincente da tale ulteriore confronto fu qualificata direttamente come America 2; la perdente andò al torneo di ripescaggio per l'ultimo posto disponibile.
A qualificarsi per la Coppa del Mondo furono gli Stati Uniti, vincitrici dello spareggio nordamericano, e l'Uruguay, vincitori del play-off contro l'altra nordamericana, il Canada; quest'ultimo dovette disputare il torneo di ripescaggio in Francia a novembre 2018.

## Criteri di qualificazione

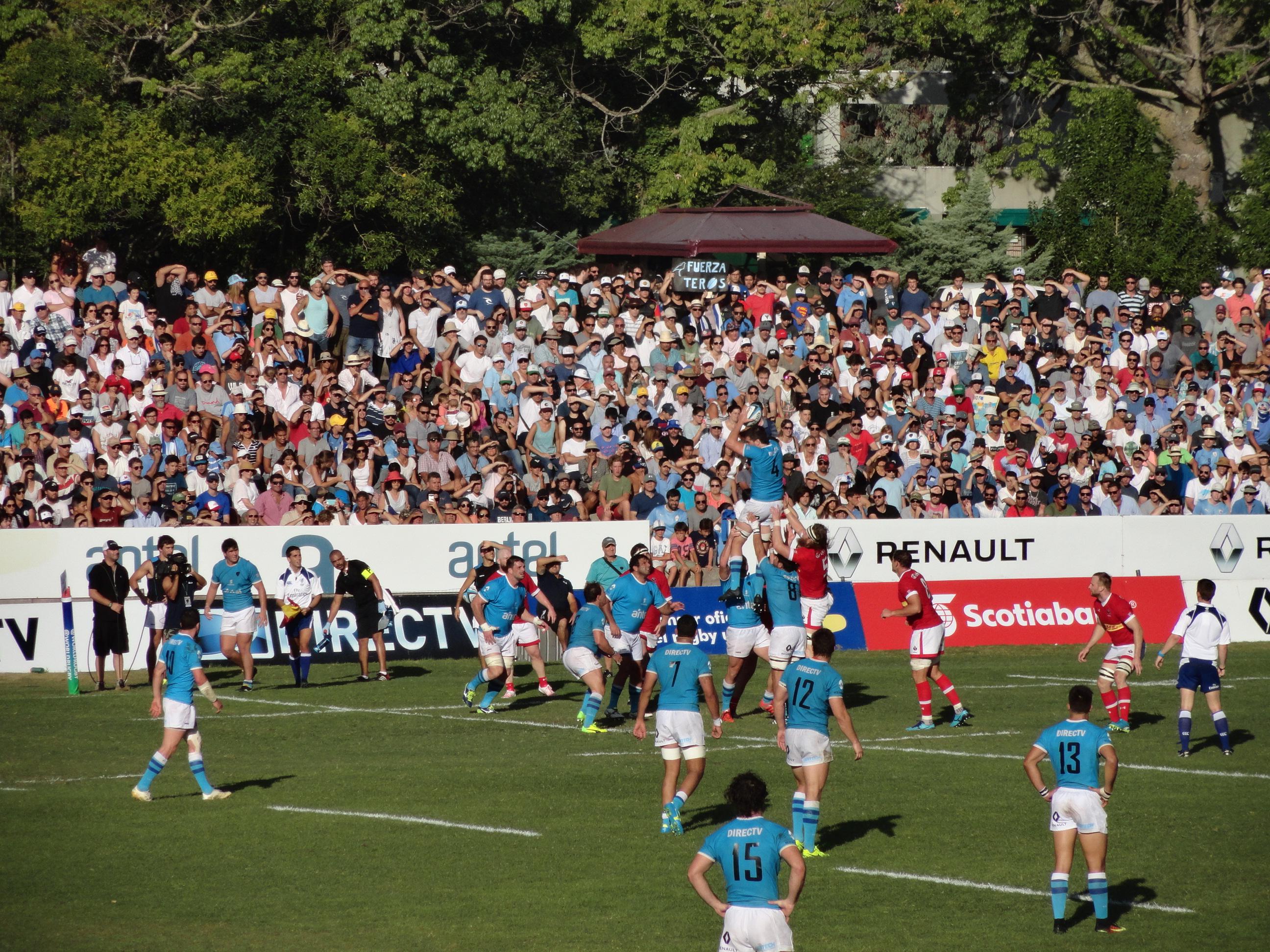
Una fase dello spareggio Uruguay - Canada a Montevideo

- Primo turno (marzo – ottobre 2016). Corrispose alla disputa del Nordamericano "A" e del Sudamericano "B" 2016. Le vincitrici di detti due tornei disputarono la finale di ammissione al secondo turno[1].
- Secondo turno (aprile – novembre 2016). Corrispose alla disputa del Sudamericano A 2016. L'ultima classificata spareggiò con la finalista del primo turno[1]. Le prime tre accedettero al terzo turno.
- Terzo turno
  - Per quanto riguarda la zona nordamericana, essa fu uno spareggio tra Canada e Stati Uniti in doppio confronto[1]. La vincente fu qualificata direttamente alla Coppa del Mondo come America 1, mentre la squadra perdente spareggiò contro la vincente della zona sudamericana del turno.
  - La zona sudamericana si appoggiò al Sudamericano 2017: la squadra qualificata fu determinata dalla miglior piazzata della classifica avulsa tra le tre qualificate sudamericane dal secondo turno e la vincente della finale del secondo turno[1].
- Quarto turno (gennaio 2018): la perdente del confronto tra Canada e Stati Uniti contro la migliore della zona sudamericana. La vincitrice di tale spareggio fu ammessa direttamente alla Coppa del Mondo come Americhe 2, la squadra sconfitta fu destinata al torneo di ripescaggio[1].

## Schema di qualificazione
| Primo turno | Finale primo turno                                                                 | Secondo turno                                                        | Finale secondo turno                                                    | Terzo turno | Quarto turno                                                                 | Qualificate |
| --- | ---------------------------------------------------------------------------------- | -------------------------------------------------------------------- | ----------------------------------------------------------------------- | --- | ---------------------------------------------------------------------------- | --- |
| Campionato nordamericano 2016 - Bahamas - Bermuda - Isole Cayman - Messico - Barbados - Guyana - Trinidad e Tobago - Saint Vincent e Grenadine - Giamaica Campionato sudamericano B 2016 - Colombia - Ecuador - Perù - Venezuela | - Vincente campionato nordamericano 2016 - Vincente campionato sudamericano B 2016 | Campionato sudamericano A 2016 - Brasile - Cile - Uruguay - Paraguay | - Vincente finale primo turno - 4ª clas. campionato sudamericano A 2016 | Spareggio nordamericano - Canada - Stati Uniti Campionato sudamericano A 2017 - 1ª Clas. campionato sudamericano A 2016 - 2ª Clas. campionato sudamericano A 2016 - 3ª Clas. campionato sudamericano A 2016 - Vincente finale secondo turno | - Perdente spareggio nordamericano - 1ª clas. campionato sudamericano A 2017 | Classificate direttamente: - Vincente spareggio nordamericano come "America1" - Vincente quarto turno come "America2" Ai ripescaggi: - Perdente quarto turno |

## Primo turno

### Finale primo turno
| Medellín 29 ottobre 2016 | Colombia | 29 – 11 referto | Messico | Stadio del Cinquantenario |
| Diosa Gomez 10’ Arango Aguilera 36’ Mejia Gil 71’ tecnica 80’ mt 17’ Rodriguez Diosa Gomez 10’, 38’ Bedoya Pulgarin 80’ tr Diosa Gomez 46’ c.p. 2’, 62’ Sanchez |          |                 |         |                           |
| |          |                 |         |                           |
| Diosa Gomez 10’ Arango Aguilera 36’ Mejia Gil 71’ tecnica 80’                                                                                                   | mt       | 17’ Rodriguez   |         |                           |
| Diosa Gomez 10’, 38’ Bedoya Pulgarin 80’ | tr       |                 |         |                           |
| Diosa Gomez 46’ | c.p.     | 2’, 62’ Sanchez |         |                           |

### Esito del primo turno
- Colombia: alla finale del secondo turno

## Secondo turno

### Finale secondo turno
La partita tra Paraguay e Colombia funse da spareggio per rimanere nel gruppo A del Sudamericano 2017 e, di conseguenza, continuare a prendere parte al torneo di qualificazione alla Coppa del Mondo.
Ad Asunción furono gli Yacarés, soprannome dei giocatori paraguaiani, a prevalere per 39-27 sulla Colombia e a proseguire il cammino di qualificazione.
| Arbitro: | Joaquín Montes |

|                                                                  |      |                                    |
| Da Rosa 29’ Gorostiaga 31’ Gayoso 40’ A. Nasser 53’ Espinola 73’ | mt   | 49’ Arango 67’ Álvarez 77’ Vanegas |
| Gayoso 29’, 31’, 40’, 73’                                        | tr   |                                    |
| Gayoso 10’, 23’                                                  | c.p. | 4’, 12’, 16’ Diosa                 |
|                                                                  | drop | 8’ Diosa                           |

### Esito del secondo turno
- Uruguay, Cile e Brasile: accesso diretto al terzo turno
- Paraguay: accesso al terzo turno dopo spareggio

## Terzo turno

### Spareggio nordamericano
Dopo aver pareggiato 28-28 in Canada, gli Stati Uniti batterono i loro vicini per 52-16 nella sfida di ritorno a San Diego, infliggendo loro la peggiore sconfitta nella storia degli incontri tra le due nazionali, e staccando il biglietto diretto per la Coppa, mandando il Canada allo spareggio con l'Uruguay.
| Arbitro: | Ben Whitehouse |

|                                  |      |                               |
| v.d. Merwe 6’, 17’ Carpenter 69’ | mt   | 8’, 35’ Civetta 39’, 52’ Te’o |
| O’Leary 6’, 69’                  | tr   | 8’, 35’, 39’, 52’ MacGinty    |
| O’Leary 25’, 45’, 77’            | c.p. |                               |

| Arbitro: | Andrew Brace |

|                                                                                       |      |                         |
| Dolan 9’, 15’ Brakeley 21’ Taufete’e 54’, 61’ Augspurger 63’ Waldren 67’ Tameilau 78’ | mt   | 41’ Cejvanovic          |
| MacGinty 15’, 21’, 54’, 61’, 63’, 67’                                                 | tr   | 42’ McRorie             |
|                                                                                       | c.p. | 19’, 32’, 40+3’ McRorie |

### Esito del terzo turno
- Stati Uniti: qualificata alla Coppa del Mondo come prima squadra americana
- Canada: al quarto turno
- Uruguay: al quarto turno

## Quarto turno
Nel confronto finale tra le due Americhe, ebbe la meglio l'Uruguay che vinse a Vancouver per 38-29 e poi in casa propria, a Montevideo, resistette all'assalto del Canada che alla fine del primo tempo conduceva 15-0, ma terminò per perdere anche l'incontro di ritorno 31-32 e dovette affrontare quindi il torneo di ripescaggio mentre i sudamericani affiancarono gli Stati Uniti nell'entrata diretta alla Coppa.
| Arbitro: | Andrew Brace |

|                                                    |      |                                                                                  |
| Olmstead 17’ v.d Merwe 24’ tecnica 46’ Blevins 69’ | mt   | 1’ Silva Pisano 30’ Leivas Ballestrino 42’ Arata Perrone 51’ Dotti Uria 56’ Capo |
| Braid 17’, 24’                                     | tr   | 1’, 30’, 42’, 51’, 56’ Berchesi Pisano                                           |
| Braid 22’                                          | c.p. | 75’ Berchesi Pisano                                                              |

| Arbitro: | Luke Pearce |

|                                                          |      |                                                |
| Dotti Uria 32’ Cat Piccardo 41’ Vilaseca Hontou 64’, 73’ | mt   | 11’, 80+2’ v.d. Merwe 24’ Paris 70’ Sears-Duru |
| Berchesi 32’, 64’, 73’                                   | tr   | 24’ Staller                                    |
| Berchesi 36’, 55’                                        | c.p. | 6’, 39’, 53’ Staller                           |

### Esito del quarto turno
- Uruguay: qualificato alla Coppa del Mondo come seconda squadra americana
- Canada: al torneo di ripescaggio

## Quadro generale delle qualificazioni
In grassetto le squadre qualificate al turno successivo
| Primo turno | Finale primo turno   | Secondo turno                                                        | Finale secondo turno  | Terzo turno | Quarto turno       | Qualificate                                                                |
| --- | -------------------- | -------------------------------------------------------------------- | --------------------- | --- | ------------------ | -------------------------------------------------------------------------- |
| Campionato nordamericano 2016 - Bahamas - Bermuda - Isole Cayman - Messico - Barbados - Guyana - Trinidad e Tobago - Saint Vincent e Grenadine - Giamaica Campionato sudamericano B 2016 - Colombia - Ecuador - Perù - Venezuela | - Messico - Colombia | Campionato sudamericano A 2016 - Brasile - Cile - Uruguay - Paraguay | - Colombia - Paraguay | Spareggio nordamericano - Canada - Stati Uniti Campionato sudamericano A 2017 - Brasile - Cile - Uruguay - Paraguay | - Canada - Uruguay | Classificate direttamente: - Stati Uniti - Uruguay Ai ripescaggi: - Canada |